# 301 aC
El 301 aC va ser un any del calendari romà pre-julià. A la República i a l'Imperi Romà es coneixia com l'Any de la Dictadura de Corvus (o també any 453 Ab urbe condita). La denominació «301 aC» per a aquest any s'ha emprat des de l'edat mitjana, quan el calendari Anno Domini va ser el mètode prevalent a Europa per a anomenar els anys.

## Esdeveniments

### Antiga Grècia. Els Diàdocs
- Batalla d'Ipsos durant la Quarta Guerra dels Diàdocs. Els exèrcits d'Antígon Monoftalm, governant de Síria, Àsia Menor, Fenícia i Judea, i el seu fill Demetri Poliorceta són derrotats per les forces de Lisímac de Tràcia i Seleuc. Antígon resulta mort en la batalla, esperant fins al darrer moment l'arribada del seu fill.[2][3]
- La derrota i mort d'Antígon assegura a Cassandre el control de Macedònia. A través d'aquesta victòria, Lisímac de Tràcia pot afegir gran part de l'Àsia Menor a les seves possessions europees mentre Seleuc I Nicàtor controla la major part de Síria. No obstant això, Demetri Poliorceta reté uns punts de suport aïllats a Grècia.[4]
- Ptolemeu I Soter que havia entrat amb un exèrcit a Celesíria i s'havia apoderat de part del país i part de Fenícia, rep notícies errònies sobre la victòria d'Antígon i retornar cap a Egipte. La Celesíria queda en mans de Seleuc I.[5]

### Antiga Roma
- Aquest any no s'elegeixen cònsols. S'instaura la dictadura de Marc Valeri Corvus per fer front a les revoltes dels etruscs i dels marsis. Nomena magister equitum a Marc Emili Paulus. Corvus derrota els marsis en una batalla i els ocupa les ciutats fortificades de Miliònia (Milonia), Plestina i Fresília (Fresilia).[6]
- Els marsis demanen renovar l'antiga aliança amb Roma, i el senat ho concedeix, a canvi d'una part de les seves terres.[7]
- Corvus va a Etrúria, però abans de començar la lluita torna a Roma per demanar els auspicis. En la seva absència el seu magister equitum és atacat pels etruscs que el derroten, i perd molts homes i estendards. Això causa una gran commoció a Roma on es decreta el justinium (aturada general de l'activitat) i es fortifiquen les muralles com si l'enemic fos a la vora. Corvus torna a Etrúria i canvia la situació, derrotant els etruscs en una gran batalla. Rep una vegada més els honors del triomf.[8]

## Necrològiques
- Ipsos, Frígia: Antígon Monoftalm, general d'Alexandre el Gran i posteriorment rei de Macedònia, derrotat durant la batalla d'Ipsos.[4]
- Aristobul de Cassandrea, historiador grec, nascut l'any 375 aC (dates aproximades).[9]